# Lielā Iļķeniešu Sala
Lielā Iļķeniešu Sala är en ö i Lettland.   Den ligger i kommunen Riga, i den centrala delen av landet, 8 km norr om huvudstaden Riga.